# Josep Francesc Sanmartín i Aguirre
Josep Francesc Sanmartín i Aguirre (Grau de València, 1848 - Madrid, 1901) fou un autor valencià que escrigué tant en valencià com en castellà. Segons el seu amic Constantí Llombart, cursà estudis de filosofia i lletres, però hagué d'abandonar-los a causa d'una malaltia que l'obligà a canviar freqüentment de residència. Des de ben jove s'afeccionà a llegir i escriure versos, inspirat sobretot per les lectures dels poetes romàntics José de Espronceda i Juan Arolas.

Quan tenia dinou anys, va publicar els primers poemes a les pàgines del diari El álbum de las familias. Seguiren col·laboracions en altres mitjans com La moda elegante ilustrada, El Museo Universal o El Panorama, tots publicats a Madrid. Comptant 22 anys donà a impremta un primer llibre de versos en llengua castellana, anomenat Baladas y cantares. Seguiren El cesto de flores (1871), que continuava el tema romàntic de les obres anteriors, Maremagnum (1872), de tarannà humorístic i finalment Armonías sagradas, aquest darrer de tema religiós. De la publicació d'aquests primers llibres, l'autor es penedí anys després:
“Vaig escriure […] molts de vèrsos que anys demprés, mal aconsellat per la inesperiència, tinguí ‘l pòch juí de publicar, meçclats ab atres subgectius, fills de les primeres impressions de la joventut. D'haverlos donat a llum mes avant, quan mon gust lliterari estigué mes format, no poguí menys d'arrepentirme. No sense fonament: perque’ls ensaigs lliteraris, lo mateix qu’els artistichs, no se deuen fer publichs; puix son com les primeres planes de palots y els primers dibuixos d'ulls y orelles, que fan els gichs en les escoles, y que les mares conserven com a reliquies.” (Jagants y nanos, 238)
El 1870 fundà a València la revista El recreo de las familias. La majoria dels llibres que publicà en la maduresa tenen un marcat caràcter humorístic, amb textos breus a mitjan camí entre el costumisme i l'epigrama. En destaquen Cuentos vells i baralles noves (1876), Jagants i nanos: falòries en prosa i vers (1895) i Del agre dols: coloquis, lletretes i epigrames (1900). Fou bon amic de Constantí Llombart i col·laborà amb ell en dos obres; per una banda, Melonar de Valensia, on es feia un retrat en versos curts i enginyosos dels més importants personatges de la València d'aquell moment; per l'altra, en Cabotes i calaveres (1877). Va obtenir la Flor Natural en els Jocs Florals de Lo Rat Penat de l'any 1899, cosa que demostra la seua vinculació amb el moviment renaixencista de l'època.
De la seua obra en castellà destaquen sobretot obres teatrals com ara Pon un pie, Tomasita, El desenlace esperado i la sarsuela bufa Una noche de aventuras. Dins del gènere humorístic trobem les obres Flores y perlas (1873), Trigo y paja (1874), Las mujeres en camisa (1878) o Música celestial (1882).

## Jagants i nanos
Es tracta potser de la seva obra més significativa, i en l'edició original va acompanyada d'il·lustracions d'artistes famosos de l'època. Des del punt de vista literari barreja diversos gèneres, en el fons emparentats entre si:
- Articles de caràcter costumista (Monomania oratòria, Lo que duen els fills, Un poeta romàntic, L'anada a Llíria…). Hi notem el mestratge dels autors castellans com Mesonero Romanos, però amb una marcada tendència a la crítica social i al final amb arrodoniment humorístic, cosa que emparenta aquestos articles amb l'acudit o al tradicional sussuït.
- Es presenta després una secció dedicada a epigrames, els quals també van ser conreats per altres autors contemporanis de l'autor com Constantí Llombart o Andreu Codonyer i Monzó.
- Finalment, hi ha uns poemes de caràcter costumista com Les falles de Sent Joseph o La florera, un poema (Filosofia Inmoral) en imitació de l'Elogi dels diners d'Anselm Turmeda, un poema de caràcter amorós (La espina en lo còr) i fins i tot un col·loqui (Cualitats de les dònes) que perllonga la llarga tradició dels col·loquiers valencians.

La tònica del llibre, doncs, és l'heterogeneïtat genèrica i estilística, amb combinació de vers i prosa i de temàtiques diferents, però sempre amb el denominador comú de la crítica social amable i del to festiu, generalment humorístic.